# Friedrich Kempf (Architekt)

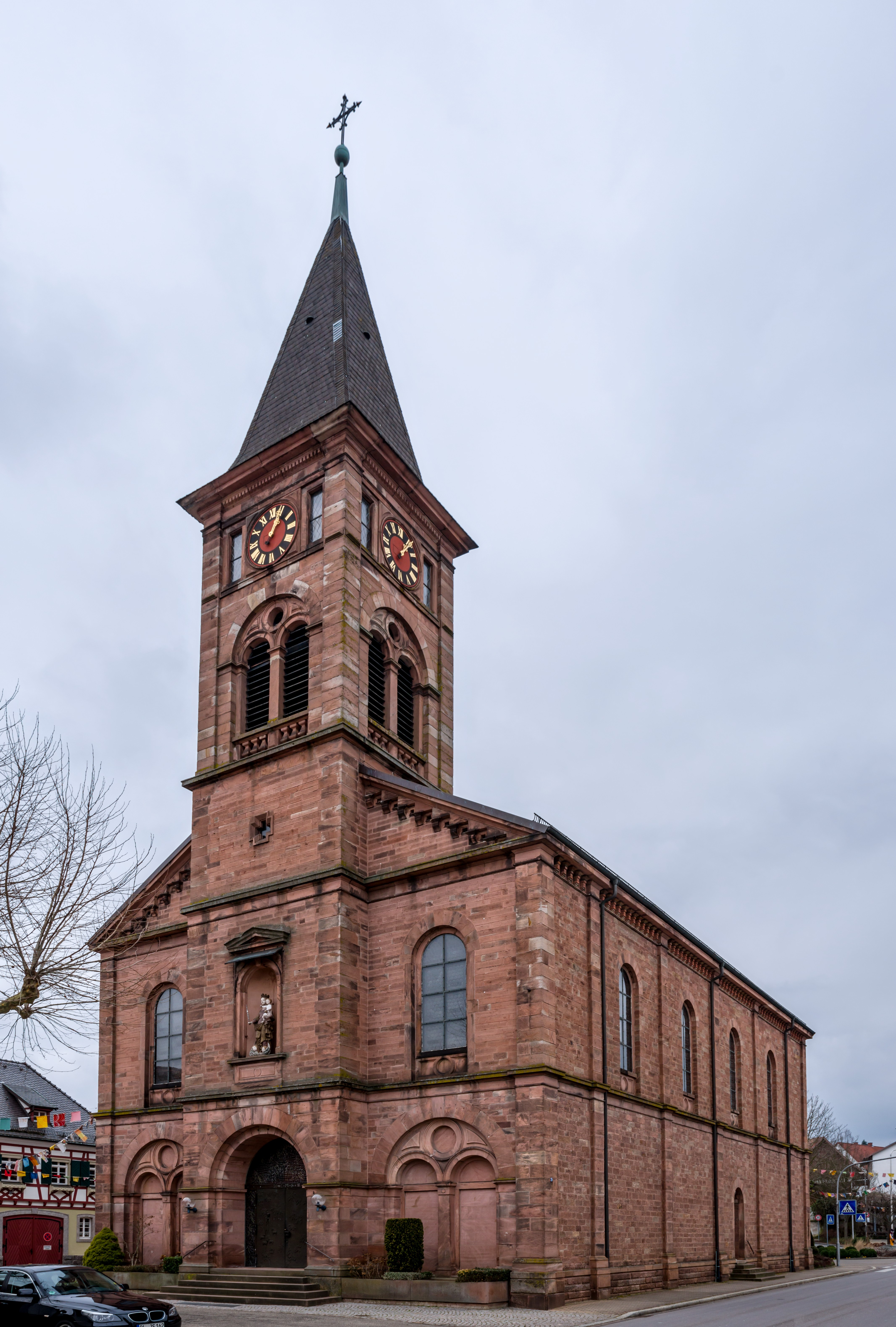
St. Wendelin in Stadelhofen

Friedrich Kempf (* 26. Oktober 1857 in Weinheim; † 25. Oktober 1932 in Freiburg im Breisgau) war ein deutscher Architekt und von 1911 bis 1932 Freiburger Münsterbaumeister.

## Leben und Wirken
Nach dem Besuch der Höheren Bürgerschule Karlsruhe und dem anschließenden Schulbesuch in Heidelberg studierte Kempf 1876 bis 1879 am Polytechnikum Karlsruhe bei Jakob Hochstetter und Josef Durm Architektur. 1881 trat er, zunächst als Volontär, in das Erzbischöfliche Bauamt Karlsruhe ein, wo ihm 1882 die Planung der im Stil der Neoromanik erbauten Kirche St. Wendelin in Stadelhofen sowie die Bauführung der Kirche St. Michael in Weiler-Fischerbach übertragen wurde. 1884 wechselte er an das Erzbischöfliche Bauamt Freiburg, wo ihm Franz Baer die Bauaufsicht über die laufenden Restaurierungsarbeiten am Freiburger Münster übertrug, und 1888 an das neugegründete Münsterbauamt Freiburg, dessen Vorstand als Münsterarchitekt er 1891 nach dem Tode Baers wurde. 1911 wurde er auf die neugeschaffene Position des Münsterbaumeisters berufen. Unter seiner Leitung erfolgten die Außenrestaurierung des Münsterlanghauses und die durchgreifende Restaurierung des Westturms einschließlich des Turmhelms, dessen bekrönende Kreuzblume 1920 aufgesetzt wurde. Als Anerkennung seiner Leistung wurde 1921 als einer der Wasserspeier am Turmoktogon durch den Werkmeister Anton Münzer sein Porträt angebracht. Aufgrund seiner Forschungen zum Freiburger Münster, die er umfassend in den Freiburger Münsterblättern publizierte, wurde er 1922 seitens der Albert-Ludwigs-Universität Freiburg zum Dr. phil. h. c. promoviert. Nachdem er am 1. April 1932 in den Ruhestand getreten war, verstarb er am 25. Oktober des Jahres am Vortag seines 75. Geburtstags.

## Schriften  (Auswahl)
- zusammen mit Karl Schuster: Das Freiburger Münster. Ein Führer für Einheimische und Fremde. Herder, Freiburg 1906. (digi.ub.uni-heidelberg.de)
- Das Freiburger Münster, seine Bau- und Kunstpflege. In: Badische Heimat. 1. Jahrgang (1914), S. 5–88.
- Das Freiburger Münster, seine Bau- und Kunstpflege. G. Braunsche Hofbuchdruckerei und Verlag, Karlsruhe 1914.